# Ignacio Vidal Miralles
|  | Aquest article tracta sobre el futbolista valencià. Si cerqueu l'actor porno, vegeu «Nacho Vidal». |

Ignacio "Nacho" Vidal Miralles (El Campello, 24 de gener de 1995) és un futbolista professional valencià que juga com a lateral dret pel Reial Oviedo.

## Carrera de club
Vidal va ingressar al planter del València CF el 2009, provinennt de l'Hèrcules CF. Va debutar com a sènior amb el València CF Mestalla el 23 de març de 2014, entrant a la segona part en substitució de José Luis Gayà en una derrota per 0–2 a fora contra el Llevant UE B a la segona B.
El 14 de gener de 2017 Vidal va marcar el seu primer gol com a sènior, el segon del seu equip en una victòria per 2–1 a casa contra el RCD Espanyol B. Va participar en 42 partits i va marcar quatre gols durant la temporada 2016–17 a Segona B, en la qual el seu equip va quedar eliminat de la promoció d'ascens en els play-off; el 4 de maig, va renovar el seu contracte fins al 2020.
El 18 d'agost de 2017, Vidal va debutar a La Liga i al primer equip, jugant com a titular en la victòria aconseguida per 1–0 a casa contra la UD Las Palmas.

### Osasuna
El 13 de juliol de 2018, Vidal va signar contracte per quatre anys amb el CA Osasuna de la Segona Divisió, mentre el València retenia el 50% dels seus drets.
Va jugar 38 partits en la seva primera temporada, i va fer cinc assistències, en un any en què l'equip va retornar a primera divisió.
El 26 de gener de 2024, després de perdre el seu lloc de titular a favor de Jesús Areso, Vidal va ser cedit al RCD Mallorca, també de primera categoria, per a la resta de la temporada 2023-24. En tornar, va tornar a ser suplent abans de rescindir el seu contracte el 22 de gener de 2025.

### Oviedo
Hores després de deixar Osasuna, Vidal va signar un contracte de dos anys i mig amb el Reial Oviedo, de segona divisió.

## Palmarès
Osasuna
- Segona Divisió: 2018–19[13]